# Rhytidodus ferganensis
Rhytidodus ferganensis är en insektsart som beskrevs av Dubovsky 1966. Rhytidodus ferganensis ingår i släktet Rhytidodus och familjen dvärgstritar. Inga underarter finns listade i Catalogue of Life.